# Иоанн Кременецкий
Иван Кременецкий (в монашестве — Иоанн) — русский писатель начала XVIII века.
Окончив Славяно-греко-латинскую академию к 1714 году, по-видимому, принял монашество.
Был переводчиком при типографии в Санкт-Петербурге и жил в доме Меншикова, которому посвятил замечательно низкопоклонный даже для того времени панегирик: «Лявреа или Венец безсмертныя славы» (СПб., 1714).
Написал также витиеватое «Приветствие пресветлейшему и великодержавнейшему государю Петру Первому» (СПб., 1717).